# Perchtoldsdorf
Perchtoldsdorf é uma cidade no distrito Mödling no estado austríaco da Baixa Áustria.